# Brenda Remilton
Brenda Remilton (24 febbraio 1956) è un'ex tennista australiana.
È conosciuta anche come Brenda Remilton-Ward.

## Carriera
In carriera ha vinto un titolo di doppio, il Borden Classic nel 1982. Nei tornei del Grande Slam ha ottenuto il suo miglior risultato raggiungendo i quarti di finale di doppio all'Open di Francia nel 1984, in coppia con la giapponese Naoko Satō.

## Statistiche

### Doppio

#### Vittorie (1)
| Numero | Anno            | Torneo                | Superficie | Compagna   | Avversarie in finale        | Punteggio     |
| 1.     | 18 ottobre 1982 | Borden Classic, Tokyo | Cemento    | Naoko Satō | Laura duPont Barbara Jordan | 2-6, 6-3, 6-3 |

### Doppio

#### Finali perse (2)
| Numero | Anno            | Torneo                                 | Superficie | Compagna   | Avversarie in finale        | Punteggio     |
| 1.     | 24 ottobre 1982 | Japan Open Tennis Championships, Tokyo | Cemento    | Naoko Satō | Laura duPont Barbara Jordan | 2-6, 7-6, 1-6 |
| 2.     | 16 ottobre 1983 | Borden Classic, Tokyo                  | Cemento    | Naoko Satō | Chris O'Neil Pam Whytcross  | 7-5, 6-7, 3-6 |